# Lupinus argenteus
Lupinus argenteus är en ärtväxtart som beskrevs av Frederick Traugott Pursh. Lupinus argenteus ingår i släktet lupiner, och familjen ärtväxter. IUCN kategoriserar arten globalt som livskraftig.

## Underarter
Arten delas in i följande underarter:
- L. a. ingratus
- L. a. moabensis
- L. a. spathulatus
- L. a. argenteus
- L. a. heteranthus
- L. a. holosericeus
- L. a. palmeri
- L. a. utahensis

## Bildgalleri

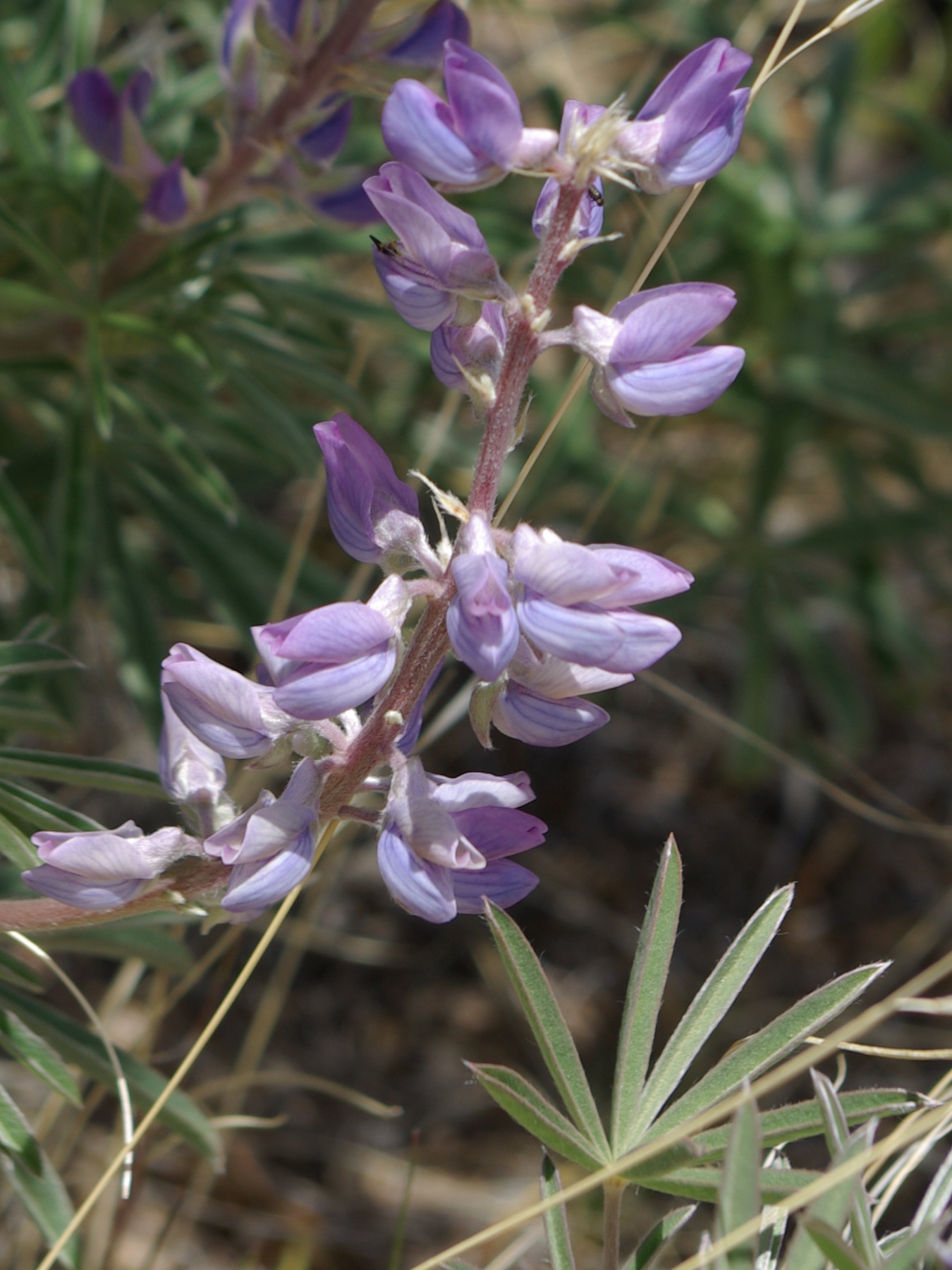
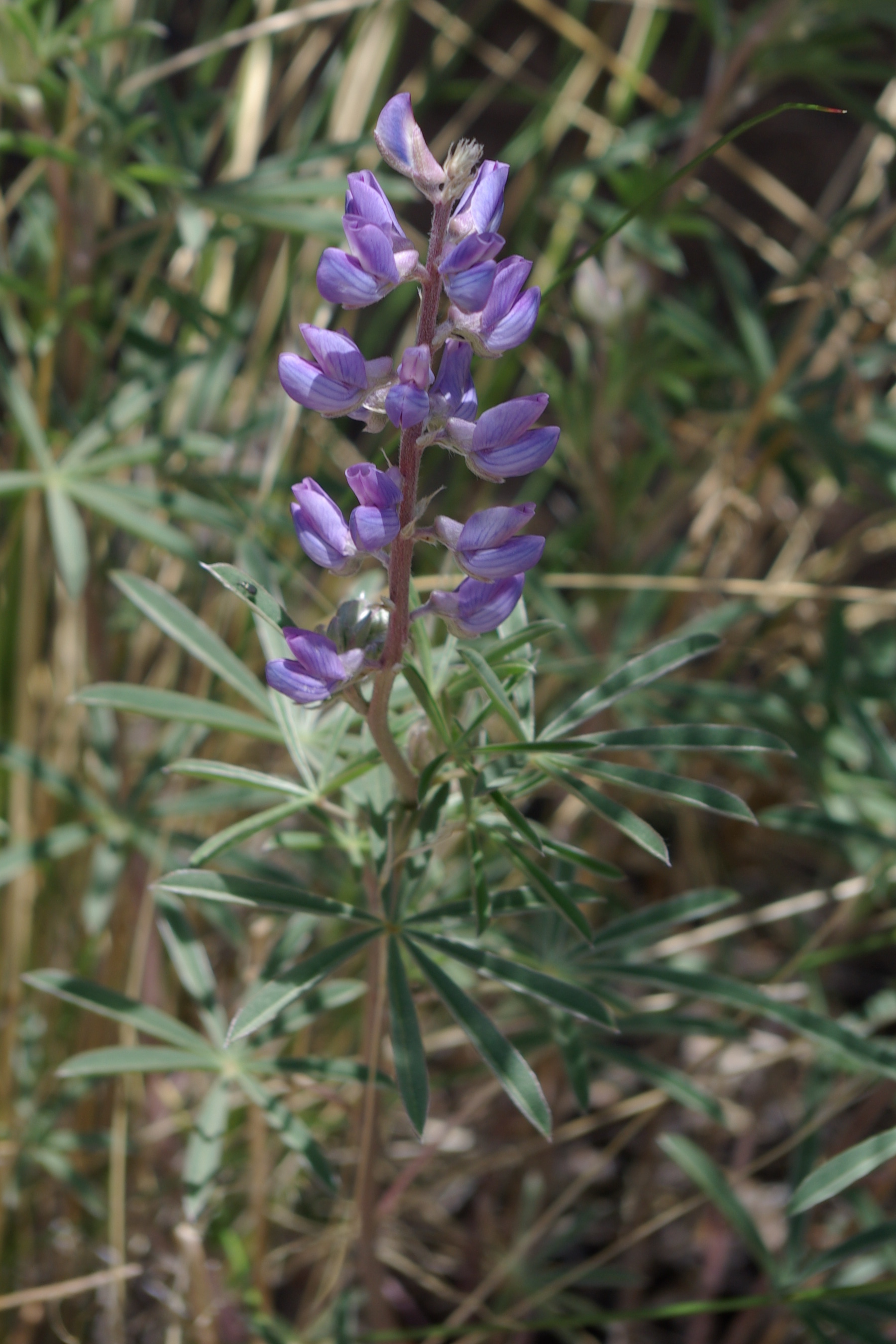
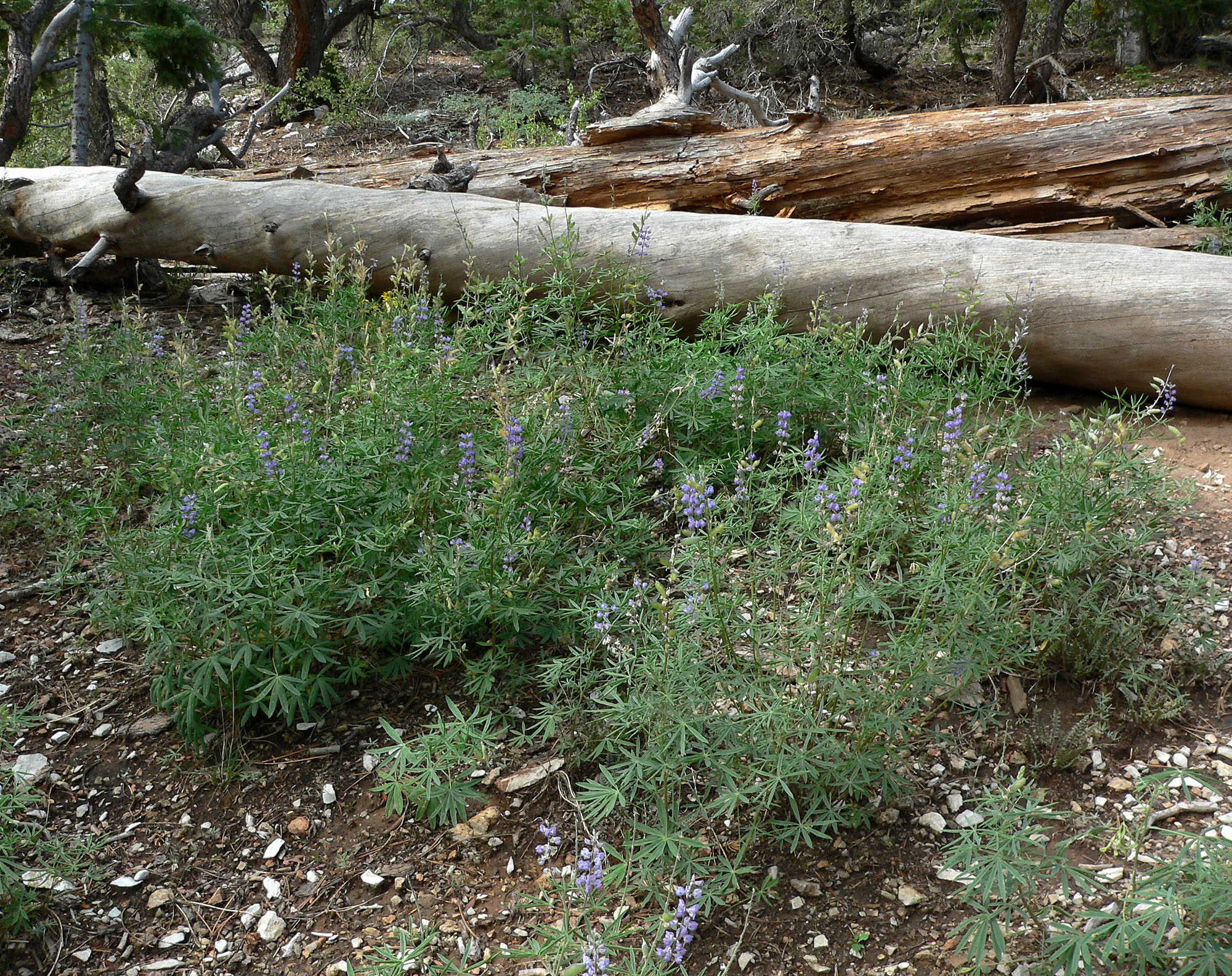
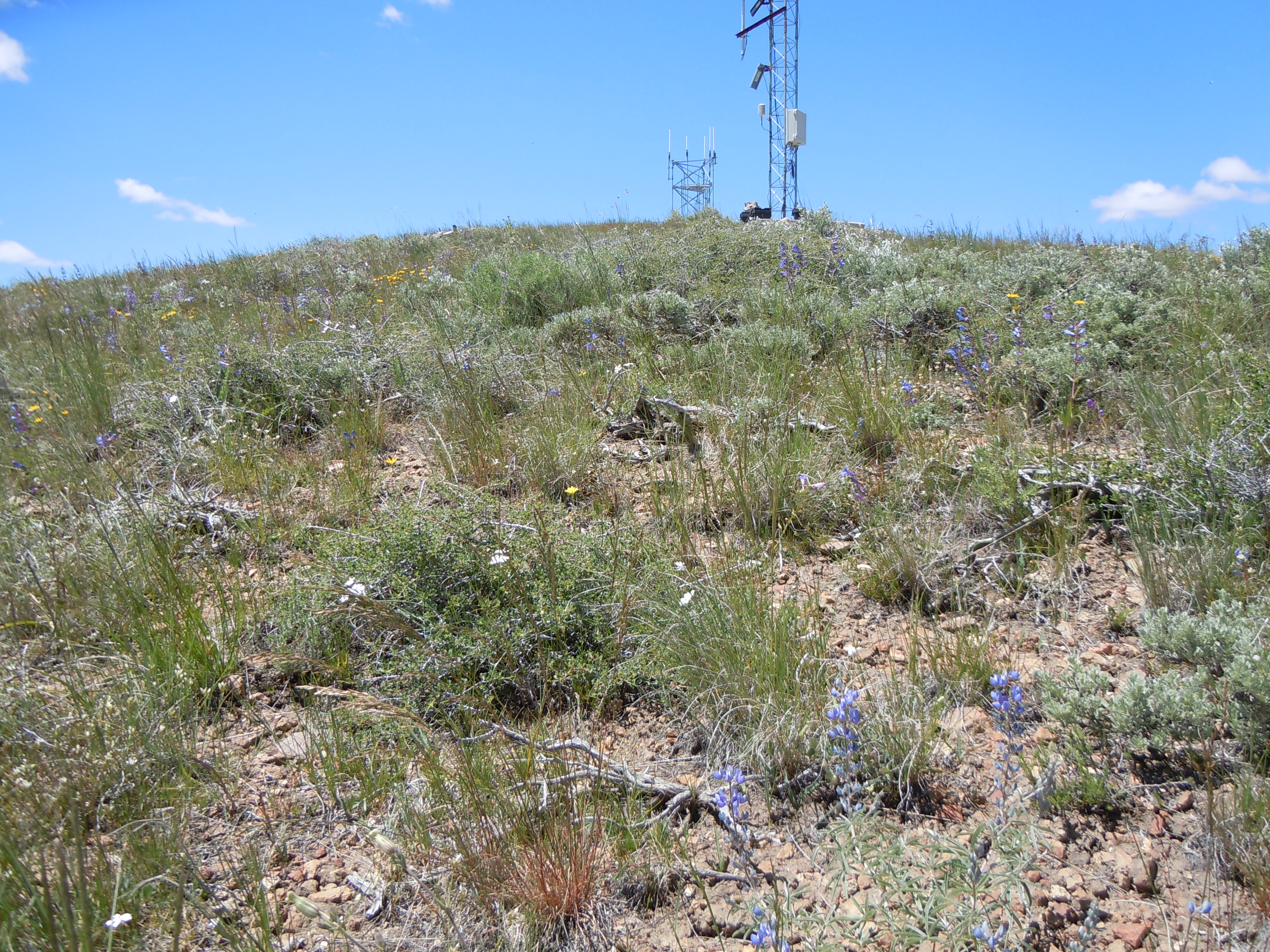
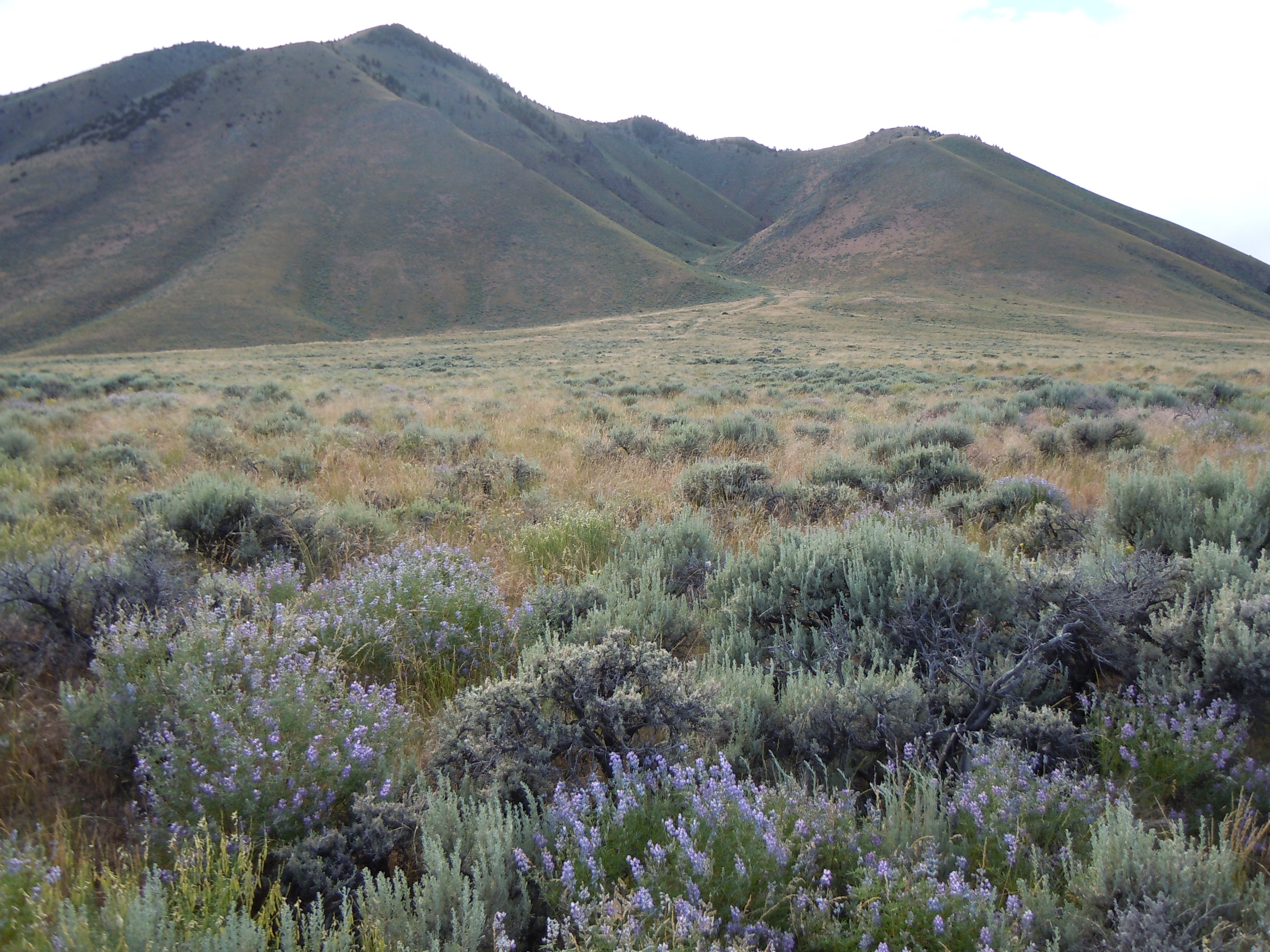
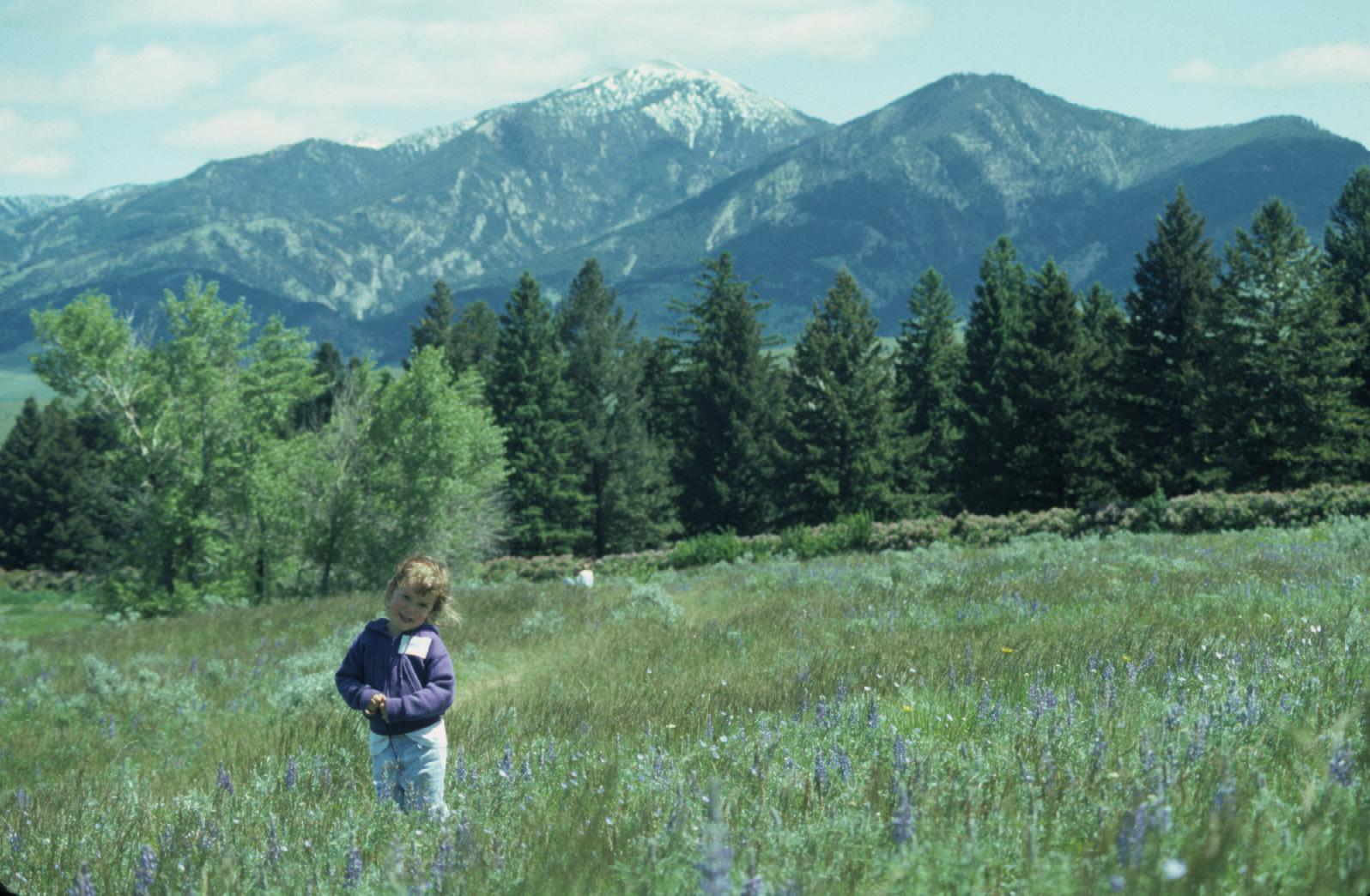